# Ezekiel Norton
Pour les articles homonymes, voir Norton.
Ezekiel Norton est un réalisateur canadien né le 26 juin 1970 à Toronto (Canada).

## Filmographie

### comme réalisateur
- 1994 : ReBoot (série TV)
- 1997 : 2097
- 1999 : Weird-Ohs (série TV)
- 2000 : Action Man (série TV)
- 2003 : Spider-Man (série TV)
- 2003 : Scary Godmother Halloween Spooktakular (TV)
- 2004 : Le Voyage de Popeye : À la Recherche de papy (vidéo)
- 2005 : Gadget 3D - Inspecteur Gadget et le ptérodactyle géant (vidéo)
- 2005 : Scary Godmother 2: The Revenge of Jimmy (TV)

### comme acteur
- 1997 : 2097 : Harlequin